# Mount Vernon (Indiana)
Mount Vernon is een plaats (city) in de Amerikaanse staat Indiana, en valt bestuurlijk gezien onder Posey County.

## Demografie
Bij de volkstelling in 2000 werd het aantal inwoners vastgesteld op 7478.
In 2006 is het aantal inwoners door het United States Census Bureau geschat op 7186, een daling van 292 (-3.9%).

## Geografie
Volgens het United States Census Bureau beslaat de plaats een oppervlakte van
6,6 km², waarvan 6,4 km² land en 0,2 km² water. Mount Vernon ligt op ongeveer 122 m boven zeeniveau.

## Plaatsen in de nabije omgeving
De onderstaande figuur toont nabijgelegen plaatsen in een straal van 28 km rond Mount Vernon.

## Geboren
- Francis Preserved Leavenworth (1858-1928), astronoom
- Willard Cantrell (1914-1986), autocoureur